# ارگ بامبو

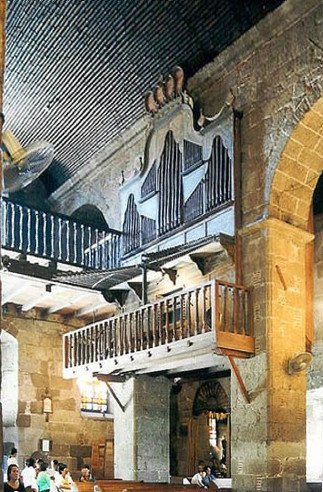
ارگ بامبو لاس پینیاس

اُرگ بامبو لاس پینیاس (انگلیسی: Las Piñas Bamboo Organ) یک ارگ کلیسای قرن نوزدهم در کلیسای سنت جوزف در شهر لاس پینیاس، فیلیپین است. این ارگ دارای لوله‌های منحصر به فردی است. از ۱۰۳۱ لولهٔ آن ۹۰۲ لوله از بامبو ساخته شده‌است. این ارگ پس از ۶ سال کار در سال ۱۸۲۴ توسط پدر دیگو سِرا، سازنده کلیسای سنگی شهر و نخستین کشیش ساکن در قلمرو کلیسای کاتولیک به پایان رسید.